# 臭魚
臭魚（日语：くさや）是起源自日本伊豆半島外海一帶的伊豆諸島中，將鰺、飛魚或是鯕鰍等魚類醃漬的發酵食品，帶有特殊的強烈氣味。

## 起源
據傳在日本江戶時代期間，便已有人開始食用臭魚。而臭魚的出現據說是因當時島上每年需將鹽巴作為繳納給政府的物品，為了將珍貴的鹽巴盡可能利用，便把捕獲的魚類放進已使用過的鹽水來重覆浸泡醃漬，而魚也在多次使用的鹽水裡產生特別的微生物互起作用、之後帶有特別的味道。同樣用發酵方式製作以節省食鹽的食品還有瑞典鹽醃鯡魚。
臭魚實際發源地不明確，流傳是從新島、或伊豆大島開始起源的說法居多。

## 方法
製作方式是先將要處理的魚給剖開、內臟去除後，用清水洗淨後放入專門醃製臭魚的鹽水「臭魚液」裡浸泡8至20小時左右，接著再把魚取出再用水洗淨放在陽光下曬1到2天便可完成。
現今為了方便將臭魚作為土產，已有製成罐裝銷售。

## 食用
多以配酒來食用，在伊豆諸島有以當地特產的燒酒「島燒酎」來搭配。臭魚可用燒烤的方式食用，而在燒烤過程中魚的臭氣會更強烈。
臭魚含豐富的鈣、維他命B，能做為疲勞時恢復體力的補品。而因浸泡鹽水的關係，臭魚的鹽分也較一般食品高。

## 臭魚液

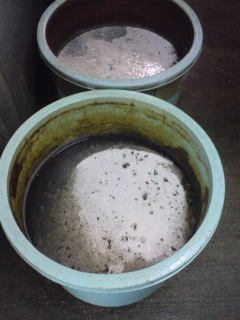
攝於八丈島的臭魚液。

用來製作臭魚的臭魚液為深色、類似魚露的黏稠發酵液體，具有乳酸菌等相關菌類。而為了讓魚能帶有特別風味，有過將臭魚液重覆使用200至300年的紀錄。另各製造商所採用的臭魚液多是以各家私傳手法作成。
臭魚液內含豐富維他命、氨基酸等成分、且具有抗菌效果。早年於物資缺乏的伊豆諸島裡，可作為塗抹外傷的藥膏替代物；或是在發燒、腹瀉時飲用以讓身體快速痊癒。
另在古早時期，臭魚液也是當地島上在出嫁時需準備的物品。